# Nicolás Flaño
Pedro Luis Nicolás Flaño Calderón (Santiago, 1944-ibíd, 23 de agosto de 2006) fue un economista, académico, consultor y político democratacristiano chileno, presidente de la estatal Empresa de los Ferrocarriles del Estado (EFE) por un periodo de tres años.

## Familia y estudios
Nacido en una familia de inmigrantes españoles dedicados al comercio, estudió en el Saint George's College de Santiago y luego ingeniería comercial en la Pontificia Universidad Católica (PUC), entidad donde comenzó su militancia en la Democracia Cristiana (DC).
Posteriormente, entre 1975 y 1978, cursó un máster en economía y desarrollo en la Universidad de Boston, en los Estados Unidos.
Se casó en 1970 con Cecilia Olivos, con quien tuvo cuatro hijas.

## Vida profesional
Durante el gobierno del presidente Patricio Aylwin, en octubre de 1990, fue el fundador y primer director del Fondo de Solidaridad e Inversión Social (Fosis), función que cumplió hasta 1991.
En 1992 fue elegido como director ejecutivo del Banco Mundial luego de veinticinco años en que ningún chileno desempeñara dicho cargo.
Desde 1995 fue director de la Compañía Chilena de Comunicaciones, propietaria de Radio Cooperativa y Radio Universo. Fue también director del Banco del Desarrollo y director de la Fundación para el Desarrollo del Arzobispado de Santiago.
En 1999, a fines de la administración del presidente Eduardo Frei Ruiz-Tagle, asumió la presidencia del directorio de la Empresa de los Ferrocarriles del Estado (EFE), cargo que desempeñó hasta noviembre de 2002, fecha en la que debió dimitir tras al grave accidente sufrido por la estudiante de medicina Daniela García en uno de los vagones del servicio de trenes Santiago-Temuco.
Falleció a causa de un cáncer gástrico el 23 de agosto de 2006, a los 62 años. Sus restos fueron sepultados en el cementerio Parque del Recuerdo de la comuna de Huechuraba.